# 氫羥腎上腺皮質素
氫羥腎上腺皮質素（INN:hydrocortisone），又稱氫化皮質酮或氫化可體松，是皮質醇作為藥物使用時的名稱。它是一種糖皮質激素，具有抗炎性和免疫抑制作用。可以治療：腎上腺機能不全、腎上腺生殖器綜合症、高血鈣、甲狀腺炎、類風濕性關節炎、皮膚炎、哮喘和慢性阻塞性肺病等疾病。它是腎上腺功能不全的首選藥物。
給藥方式有口服、局部塗抹的外用、靜脈注射或直腸給藥。長期使用後，若考慮停藥，應緩慢以逐步減量方式進行。 
用藥後副作有情緒變化、感染風險增加和水腫。長期使用後，常見副作用有骨質疏鬆症、胃部不適、身體虛弱、容易瘀傷和念珠菌症。雖然可以在懷孕期使用，但對胎兒是否安全性仍待確認。
氫羥腎上腺皮質素於1936年取得專利，並於1941年獲准用於醫療用途，並名列世界衛生組織基本藥物標準清單。市面上已有通用名藥物。2014年发展中国家每日口服藥物的每日費用約0.27美元。在美國，一个月的治疗费用通常不到 25美元。2022年，美國的最常用處方藥中排名第202，共開立超過200萬張的處方。

## 醫療用途
氫羥腎上腺皮質素是皮質醇的藥學名稱，用於口服、靜脈注射或局部（外用藥物）等應用。它用作免疫抑制，通過注射以治療嚴重的過敏反應，如過敏性休克和血管性水腫，對需要類固醇治療但無法口服藥物的患者，取代潑尼松龍，以及在長期類固醇治療的患者圍手術期中使用，以預防腎上腺危象（急性腎上腺功能不全）。它也可注射到因痛風等疾病引起的發炎關節中。
局部使用可治療過敏性皮疹、濕疹、乾癬、瘙癢和其他炎症性皮膚病。在大多數國家/地區，不用處方即可購買濃度為0.05%至2.5%（取決於當地法規）的局部氫羥腎上腺皮質素乳膏和軟膏。在英國有一種更強效的乳膏，稱為丁酸氫羥腎上腺皮質素（商品名：Locoid），需憑處方才能取得。
它也有栓劑形式，用來緩解痔瘡的腫脹、瘙癢和不適。
它也有醋酸鹽的形式（醋酸氫羥腎上腺皮質素），但藥物動力學和藥效學略有不同。

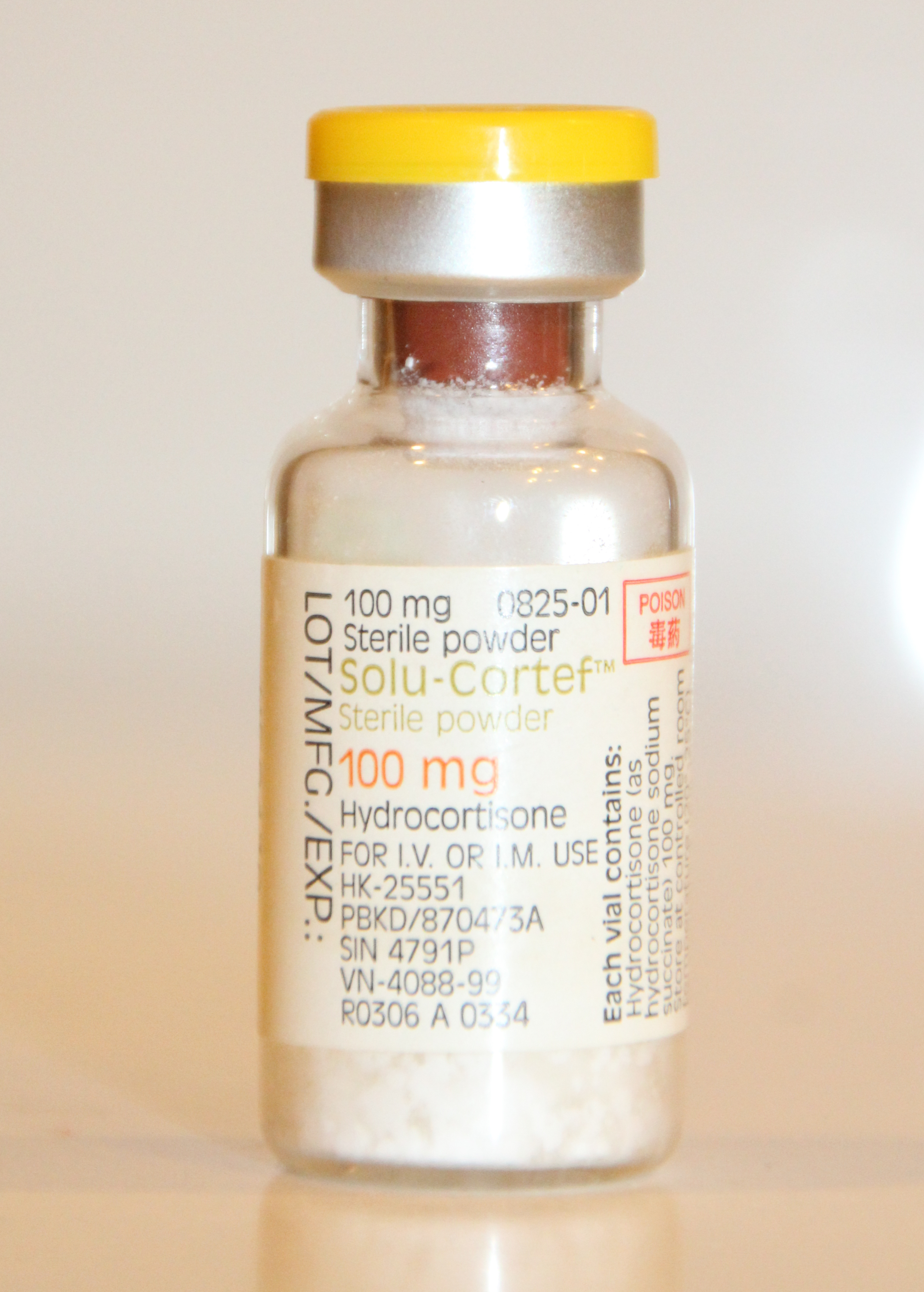
皮質醇注射劑
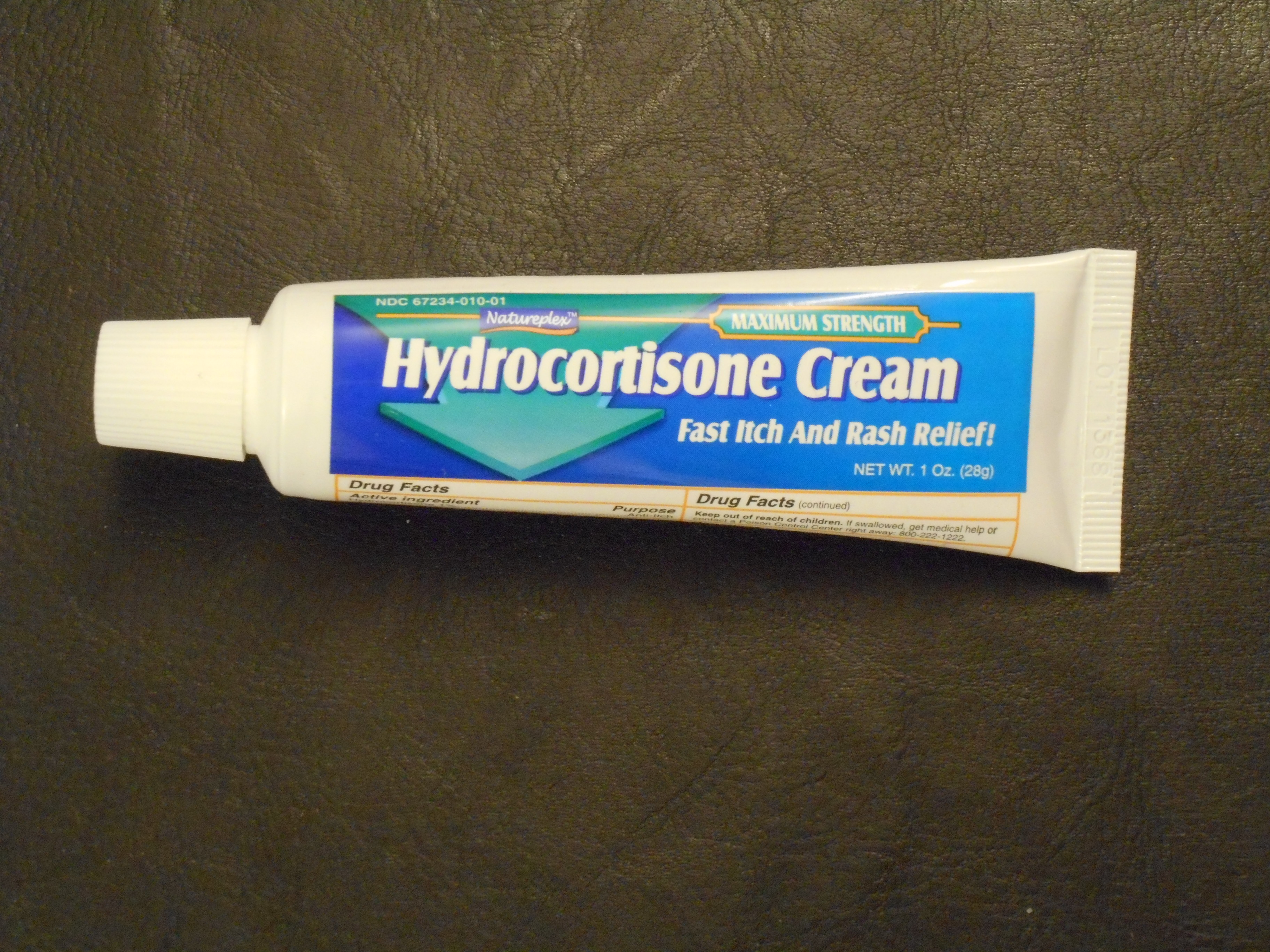
一管氫羥腎上腺皮質素乳膏（非處方藥）
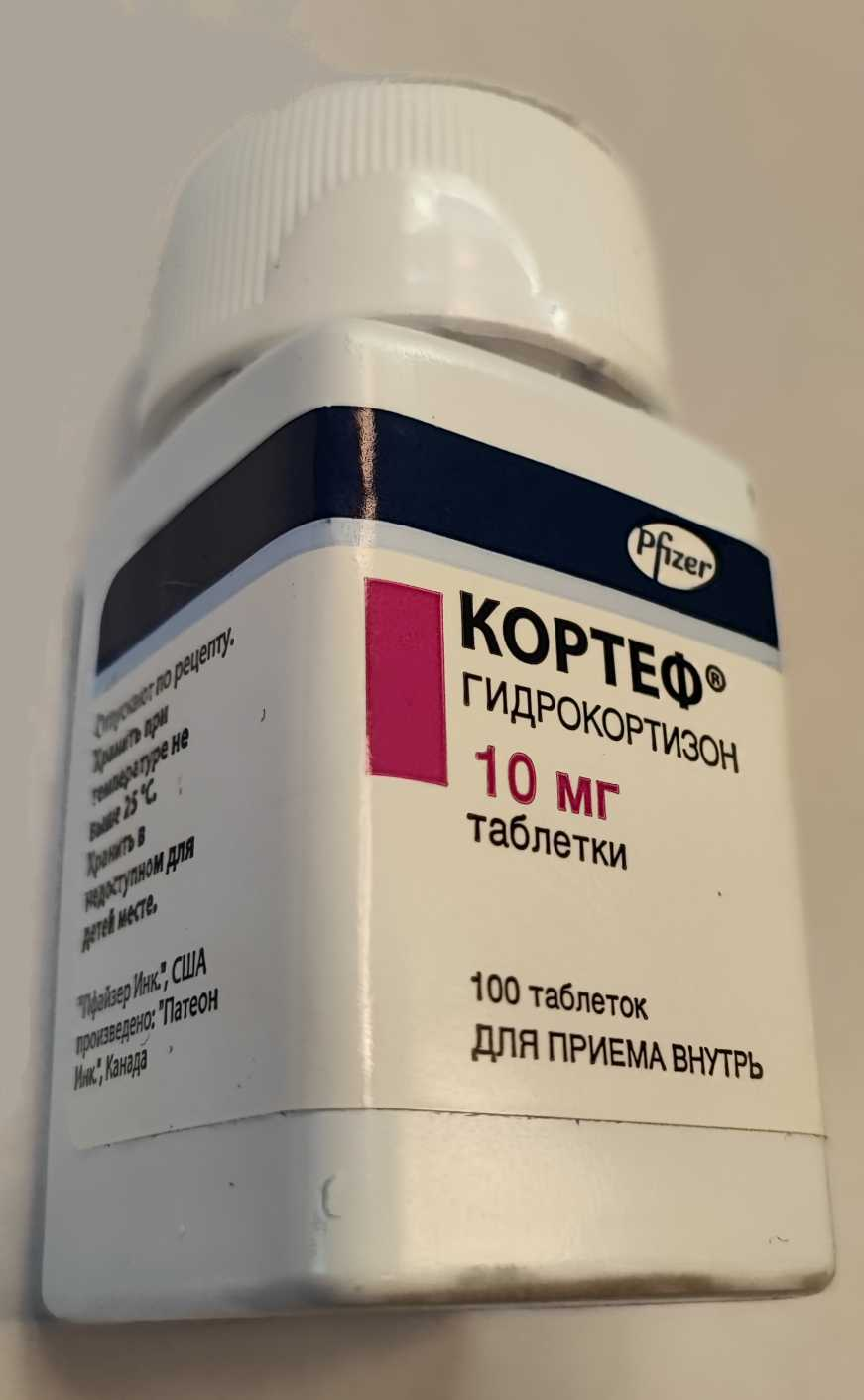
在俄羅斯市場販售的瓶裝克氫羥腎上腺皮質素口服片劑，每片藥物含量為10毫克。

## 藥理學

### 藥效動力學
氫羥腎上腺皮質素是一種皮質類固醇，具體作用於糖皮質素和礦物皮質素受體，即其同時具有糖皮質素和礦物皮質素的雙重作用。礦物皮質素受體特異性配體的抗炎作用相對較糖皮質素為弱 ，且未發現與明顯的免疫抑制有關聯。
氫羥腎上腺皮質素的藥效較合成皮質類固醇為低。就抗發炎效果而言，潑尼松龍的效力約為氫羥腎上腺皮質素的4倍，地塞米松的則約為氫羥腎上腺皮質素的40倍。潑尼松龍也可用於替代皮質醇，且在替代劑量（而非抗發炎劑量）下，其效力約為皮質醇的8倍。氫羥腎上腺皮質素與其他合成皮質類固醇的等效劑量和相對效力，已有相關研究進行回顧與總結。
內源性皮質醇的產生率約為每天每平方公尺5.7至9.9毫克，相當於口服氫羥腎上腺皮質素劑量約為每天15至20毫克（針對體重70公斤的個體）。一篇評論提出健康志願者的每日皮質醇產生量為10毫克，並說在嚴重壓力情況下（例如手術），每日皮質醇產生量可增加至400毫克。
研究人員已測定各種糖皮質激素效應所需的皮質醇/氫羥腎上腺皮質素總濃度和游離濃度。

### 藥物動力學

#### 吸收
口服氫羥腎上腺皮質素的生物利用度約為96% ± 20%。氫羥腎上腺皮質素的藥物動力學並非線性。口服氫羥腎上腺皮質素的峰值水平為每1毫克劑量15.3 ± 2.9微克/公升。口服氫羥腎上腺皮質素達到峰值濃度的時間為1.2 ± 0.4小時。 
外用藥氫羥腎上腺皮質素的經皮吸收率差異很大，取決於實驗情況。據不同研究報告，範圍從0.5%到14.9%不等。一些皮膚應用部位，如陰囊和外陰，比其他應用部位（如前臂）更能有效吸收。在一項研究中，根據應用部位的不同， 氫羥腎上腺皮質素的吸收量從0.2%到36.2%不等，其中足底的吸收率最低，陰囊的吸收率最高。在不同的研究和受試者中，外陰對氫羥腎上腺皮質素的吸收率範圍為4.4%到8.1%，而手臂的吸收率則為1.3%到2.8%。

#### 分布
血液中大部分的皮質醇（約96%）都與蛋白質結合，包括皮質類固醇結合球蛋白 (CBG) 和血清白蛋白。一項藥物動力學評論中指出，92% ± 2%的氫羥腎上腺皮質素與血漿蛋白結合。游離皮質醇很容易穿過細胞膜，進入細胞內部後，與皮質類固醇受體相互作用。

#### 代謝
氫羥腎上腺皮質素由11β-羥基類固醇脫氫酶 (11β-HSDs) 代謝成可體松，一種無活性的代謝物。它還會被5α-、5β-和3α-還原成5α二氫皮質醇、5β二氫可體松、四氫皮質醇和四氫可的松。

#### 清除
氫羥腎上腺皮質素的生物半衰期約為1.2至2.0小時，平均約為1.5小時，無論是口服還是非腸道給藥均如此。全身性氫羥腎上腺皮質素的作用持續時間為8到12小時。

## 化學
氫羥腎上腺皮質素又稱為 11β,17α,21-三羥基孕-4-烯-3,20-二酮，是一種天然存在的孕烷類固醇。有多種氫羥腎上腺皮質素酯上市，作醫療用途。

## 社會與文化

### 法律地位
歐洲藥品管理局 (EMA) 人用藥物委員會 (CHMP) 與2021年3月採納一項正面意見，建議授予藥物Efmody上市許可，Efmody為治療12歲及以上族群的先天性腎上腺增生症（CAH）之用。藥物的申請者是Diurnal Europe BV。Efmody於2021年5月在歐盟獲准用於醫療用途。

### 反競爭行為
根據英國公平競爭及市場管理局 (CMA) 所進行一項針對氫羥腎上腺皮質素藥片供應的調查，發現藥物供應商Auden McKenzie和Actavis兩家公司從2008年10月起對10毫克和20毫克的藥片收取"過高且不公平的價格"，並與潛在競爭對手達成協議，向同意不進入氫羥腎上腺皮質素市場的公司支付費用，使得這兩家能夠以"通用名藥物"，而非品牌產品的形式供應，從而逃避價格管制，直到最終其他公司進入市場。這兩家參與違反競爭法的公司被處以總計超過2.55億英鎊的罰款。

## 研究

### COVID-19
研究發現氫羥腎上腺皮質素較其他常規護理或安慰劑， 能有效降低重症COVID-19患者的死亡率。